# Vjekoslav Kobešćak
Vjekoslav Kobešćak, né le 20 janvier 1974 à Zagreb, est un joueur de water-polo croate. 

## Carrière
Avec l'équipe de Croatie de water-polo masculin, Vjekoslav Kobešćak est médaillé d'argent aux Jeux olympiques d'été de 1996 à Atlanta.